# 臼井OZMA孝文
臼井 OZMA 孝文（うすい オズマ たかふみ、1961年8月30日 - ）は、日本のベーシスト。
1980年代、ジャパニーズ・メタルムーブメントの先駆け的存在となったハードロックバンド、Rajas、X-RAYベーシスト。
現在はハードロックバンド OZMA-X、ROCK CHILDでソングライター・ベーシスト・リーダーとして活動中の他にTHE LOVEROCK VIOLENTにも在籍。
愛称の「OZMA」の由来は、あるロックバンドのマネージャーが「巨人の星」に出てくる登場人物「アームストロング・オズマ」に似ており、そのマネージャーと臼井孝文が少し顔が似ていたため、「OZMA」と呼ばれるようになった。命名はLOUDNESSの山下昌良。京都市上京区出身。

## 略歴
1977年、バイクの交通事故で足を骨折。治療中、時間つぶしにベースを購入したのがきっかけ。
1978年、京都府立朱雀高等学校の同級生バンド蛾美蛮に加入。
1980年 、蛾美蛮で京都市内のライブハウス・サーカス&サーカスに初めて出演。11月、蛾美蛮を脱退、新たにバンドRajas（命名はキーボードの藤井良明） を結成。
1983年2月、ベーシストが脱退したX-RAYから加入の要請。当時はRajasのリーダーでもあったので一旦断るが、再度の加入要請を受け入れる。
3月、Rajas脱退、X-RAY正式加入。6月、テイチクから1stアルバム「魔天」にてデビュー。
1986年2月5日、大阪キャンディホールのライブでX-RAY解散。
2010年、24年ぶりに東京でライブ活動再開。ROCK CHILDの活動本格化。
2017年1月、ソロプロジェクトOZMA-X始動。ライブ開始と同時に1stシングル「OZMAJESTY」を発表。

## 人物
X-RAY時代はESPのカスタムベースを使用していた。また、ローズネックのフェンダー・プレシジョンベースを好んで用いていたが、2010年からはATELIER Z ギターワークスのジャズベースがメインベースとなる。使用アンプはライブバー等の小さな会場ではLittle Mark 800のアンプをBAGENDのS12-Nにつないでいる。大きな会場ではAGUILARを使用する。
イベントの主催も兼ね、毎夏に高円寺ショーボートで開催される「It's a HARD ROCK NIGHT !」は恒例になっている。
中学生の時から映画を観るようになる。年間100本観るのが中学生時代の目標だった。

## 作品

### X-RAY
| オリジナル・アルバム | - 魔天 ～HARD SECTION～ - 伝統破壊～TRADITION BREAKER～ - SHOUT! - STRIKE BACK                 |
| ミニ・アルバム       | - OUTSIDER - 愛のヒーロー - HUMAN DOG                                                          |
| ベスト・アルバム     | - PERFORMANCE - HISTORY 1983～1986 - TWIN VERY BEST COLLECTION 1 - TWIN VERY BEST COLLECTION 2 |

Rajas
- 「Precious Time」（2011）楽曲提供。

ROCK CHILD
- 「Back To Rock」（2011）

OZMA-X（Single）
- 「OZMAJESTY」（2017）
- 「OZMAJESTY Ⅱ」（2017）

## 参加音源
- 本城未沙子  "DREAMER" 「VAMPIRE」「PRECIOUS TIME」(1984)
- 福村高志（Rajas、X-RAYの初期のドラマー）  "TURN　THE　TABLE"(1992)
- REIKA　"GYPSY QUEEN"(1992)
- EARTHSHAKER / Rajas　"治外法権" 35周年記念スペシャルライブ(2010)